# 比西-阿尔比约
比西-阿尔比约（法語：Bussy-Albieux，法語發音：[bysi albjø]）是法国卢瓦尔省的一个市镇，位于该省中部，属于蒙布里松区。

## 地理
比西-阿尔比约（45°47'35"N, 4°2'1"E）面积19.65 平方千米，位于法国奥弗涅-罗讷-阿尔卑斯大区卢瓦尔省，该省份为法国中南部省份，北起顺时针与索恩-卢瓦尔省、罗讷省、伊泽尔省、阿尔代什省、上盧瓦爾省、多姆山省和阿列省接壤。
与比西-阿尔比约接壤的市镇（或旧市镇、城区）包括：阿尔坦、瑟宰、诺略、福雷地区波米耶、圣富瓦-圣叙尔皮斯、圣日耳曼拉瓦勒、圣西克斯特。

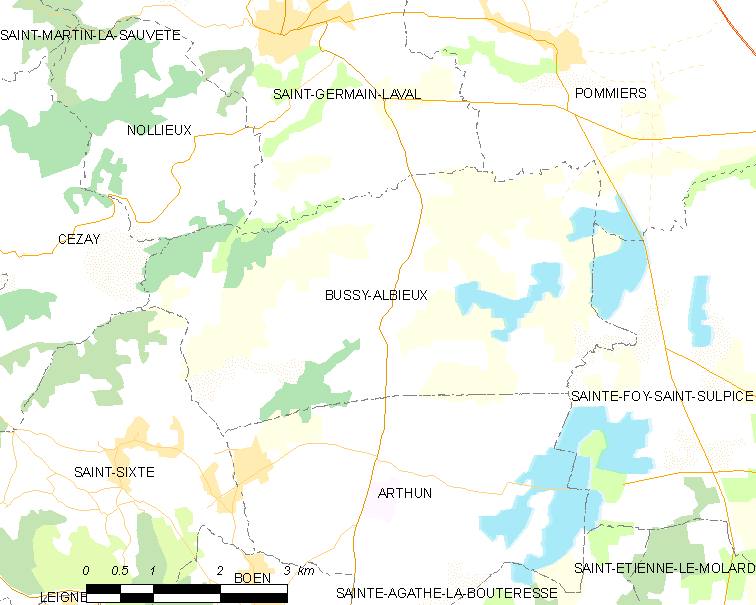
比西-阿尔比约的OSM定位图

比西-阿尔比约的时区为UTC+01:00、UTC+02:00（夏令时）。

## 行政
比西-阿尔比约的邮政编码为42260，INSEE市镇编码为42030。

## 政治
比西-阿尔比约所属的省级选区为利尼翁河畔博安县。

## 人口

1962-2008年间比西-阿尔比约人口变化图示

比西-阿尔比约于2022年1月1日时的人口数量为542人。